# Pallacanestro alla XXII Universiade
Il torneo di pallacanestro della XXII Universiade si è svolto a Taegu, Corea del Sud, nel 2003.

## Medagliere
| Posizione | Paese               |   |   |   | Totale |
| --------- | ------------------- | - | - | - | ------ |
| 1         | Serbia e Montenegro | 1 | 0 | 0 | 1      |
| 2         | Cina                | 1 | 0 | 0 | 1      |
| 3         | Russia              | 0 | 1 | 1 | 2      |
| 4         | Italia              | 0 | 1 | 0 | 1      |
| 5         | Canada              | 0 | 0 | 1 | 1      |
| Totale    | Totale              | 2 | 2 | 2 | 6      |